# Bertram D. Lewin
Pour les articles homonymes, voir Lewin.
Bertram David Lewin, né le 30 novembre 1896 à Victoria (Texas) et mort le 12 janvier 1971 à Pipersville, est un médecin et un psychanalyste américain.

## Biographie
Bertram Lewin fait ses études à l'université du Texas, puis, en 1916, à la faculté de médecine de l'université Johns Hopkins à Baltimore. Il se forme à la psychanalyse à l'Institut psychanalytique de Berlin, et fait une analyse avec Franz Alexander. Il devient membre de la New York Psychoanalytic Society et est particulièrement connu pour ses recherches sur l'élation (ou exaltation narcissique), et la publication en 1950 de l'ouvrage qu'il consacre à cette notion, The Psychoanalysis of Elation.

## Publications
- « L'Écran du rêve », in Bela Grunberger (dir.), Les Rêves, voie royale de l'inconscient, Paris, Sand & Tchou, 1997  (ISBN 2710705931).
- « L'Élation », in Nouvelle Revue de Psychanalyse, no 32, 1985  (ISBN 207070520X)
- « Le Spectre de la dépression », Revue française de psychanalyse, 2004/4, p. 1073-1083 [lire en ligne].
- « Le Passé en image », Revue française de psychanalyse, no 4, juillet août 1990, p. 1043-1056 [lire en ligne].
- Du bon usage de la régression: À propos de trois rêves de Descartes, 2016, Gallimard, coll. « Connaissance de l'inconscient »  (ISBN 2070177971)